# Шютценвизе
Шютценвизе (нем. Stadion Schützenwiese) — футбольный стадион, расположенный в Винтертур, Швейцария. Является домашним стадионом для команды «Винтертур». Максимальная вместимость стадиона 14 987 человек. Рекорд посещаемости был установлен во время матча по гандболу между Швейцарией и Германией и составила 23 000 человек. Владельцем стадиона является город. 17 декабря 2010 года клуб «Винтерур» предоставил городу план по расширению и реконструкции стадиона. На первом этапе реконструкции планируется потратить 10 млн швейцарских франков. Начало реконструкции планируется на 2014 год.